# Hùng Vương thứ XVII
Hùng Vương thứ XVII là một vị vua truyền thuyết của nước Văn Lang trong lịch sử Việt Nam. Tương truyền, vua Hùng thứ XVII có một người con nuôi là Mai An Tiêm, ông tổ trồng dưa ở Việt Nam.

## Người con nuôi
Truyền thuyết kể rằng vua Hùng Vương thứ mười bảy có một người con nuôi là An Tiêm có tài tháo vát và có trí hơn người. Vua yêu mến An Tiêm thường ban cho của ngon vật quý. Có thuyết lại nói rằng Mai An Tiêm là nô bộc, sau được lấy con gái nuôi của Hùng Vương là nàng Ba. An Tiêm thường nói: "Của biếu là của lo, của cho là của nợ!" nên bị các quan tấu lên vua. Vua nổi giận bèn đày gia đình An Tiêm ra đảo hoang. 
Sau một thời gian vật lộn với cuộc sống hoang dã, An Tiêm phát hiện ra hạt của loài trái mà chim chóc thích ăn. Ngồi nghỉ một lát thấy mát ruột, đỡ đói, chàng có ý mừng, lấy gươm xới một khoảnh đất mà gieo hạt xuống. Sau đó hạt ra cây, cây ra quả, gia đình An Tiêm cứ trồng dưa thêm mãi. Cứ mỗi lần hái dưa, An Tiêm lấy mấy quả đánh dấu thả ra biển. Dưa trôi biệt tăm tích không biết bao lần, trăng non rồi trăng già không biết bao bận, An Tiêm vẫn không ngã lòng. Quả nhiên một hôm có một chiếc thuyền ghé đến hỏi xem ai đã trồng được giống dưa quý, để đổi về đem bán trên đất liền. Từ đấy An Tiêm đổi được các thức ăn dùng thường ngày và còn cất được một cái nhà lá xinh xinh. 
Về phần vua Hùng Vương, từ ngày bỏ An Tiêm ra hoang đảo, vua yên trí rằng An Tiêm đã chết rồi, đôi khi nghĩ đến cũng có bùi ngùi thương hại. Cho đến một ngày kia, thị thần dâng quả dưa lạ, vua ăn ngon miệng bèn hỏi thăm tung tích, mới biết là do An Tiêm trồng ngoài đảo. Vua ngẫm nghĩ thấy mình sai, cho thuyền ra đón gia đình An Tiêm. An Tiêm và nàng Ba mừng rỡ, thu lượm hết những quả dưa chín và hạt giống đem về phân phát cho bà con hàng xóm, và truyền dạy cách gieo trồng, chăm bón.

## Con rể
Lý Văn Lang (hay Lang Công) là một người có tướng mạo khôi ngô khác thường, được vua Hùng gả con gái thứ sáu là Mỵ nương Nguyệt Cư cho. Nguyệt Cư sau sinh 10 người con trai, về sau đều theo phò mã Nguyễn Tuấn (có thuyết đồng nhất với Sơn Tinh) đánh Thục, dẹp yên bờ cõi. Đền thờ Mỵ nương Nguyệt Cư nay tại làng Thời Mại hay còn gọi là Cao Mại, huyện Lâm Thao, tỉnh Phú Thọ. Hội làng mở từ mùng 3 đến mùng tháng Giêng (âm lịch), chính hội ngày mùng 4. Trong hội có tục rước xôi ngũ sắc cùng bánh giầy từ đình làng Thời Mại sang đình làng Đông Chấn (thờ con cả là Lý Văn Tràng) và trong hội có mở hát xoan.